# Google Search Console
Google Search Console, wcześniej Google Webmaster Tools – darmowa platforma internetowa stworzona przez Google dla administratorów stron internetowych. Pozwala na sprawdzenie statusu indeksowania witryny przez wyszukiwarkę Google oraz zoptymalizowanie widoczności strony.
Google Search Console posiada m.in. następujące narzędzia:
- Wysłanie i sprawdzenie statusu mapy witryny
- Przegląd statystyk indeksowania strony przez roboty Google
- Wygenerowanie i sprawdzanie pliku robots.txt
- Analiza wewnętrznych i zewnętrznych linków do strony
- Lista wadliwych linków na stronie
- Analiza widoczności strony w wynikach naturalnych wyszukiwarki Google, według różnych słów kluczowych
- Ustawienie preferowanej domeny (np. z www lub bez www)
- Otrzymywanie powiadomień od Google w przypadku zawirusowania strony, kar za nieuczciwe pozycjonowanie.
- Analiza ruchu na stronie – kliknięcia, wyświetlenia, CTR oraz średnia pozycja[2].